# 497
497 (CDXCVII) fue un año común comenzado en miércoles del calendario juliano, en vigor en aquella fecha.
En el Imperio romano, el año fue nombrado el del consulado de Anastasio sin colega, o menos comúnmente, como el 1250 Ab urbe condita, adquiriendo su denominación como 497 a principios de la Edad Media, al establecerse el anno Domini.

## Acontecimientos
- El Imperio reconoce a Teodorico como rey de Italia.[1]
- Fin de la Guerra isáurica, entre el Imperio romano de Oriente y los rebeldes de Isauria que había comenzado en 492.

## Nacimientos
- Childeberto I, rey franco de París.